# Двовимірна ядерна магнітно-резонансна спектроскопія

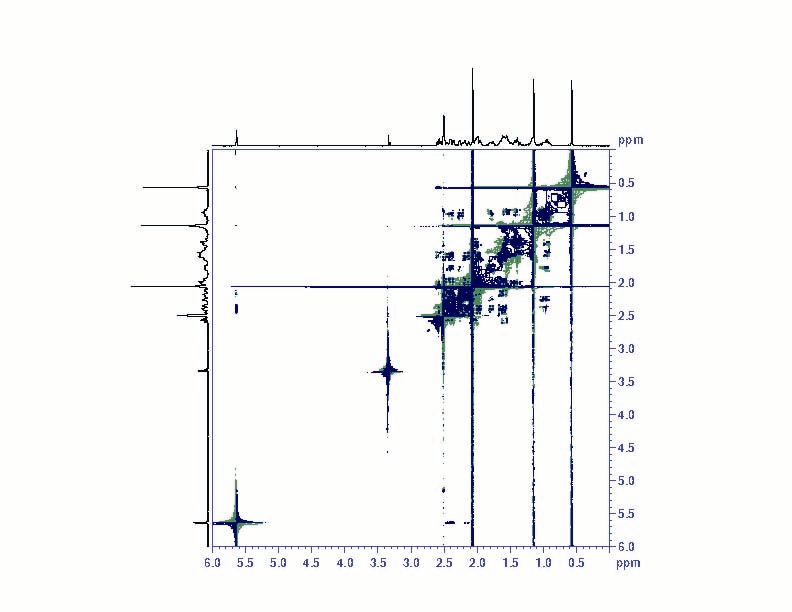
^1H COSY спектр прогестерону

Двомі́рна я́дерна магні́тно-резона́нсна спектроско́пія (2D NMR або 2D ЯМР) — один з видів ядерної магнітно-резонансної спектроскопії, в якому дані розподілені в просторі по двох осях.
Двомірна ЯМР надає більше відомостей про структуру молекули, ніж одномірні ЯМР спектри та особливо зручна для встановлення структур складних молекули, які складно визначити лише з одномірних спектрів ЯМР.
Перший двомірний експеримент, COSY, був запропонований Жаном Жеенером, професором франкомовного Брюссельського вільного університету в 1971 році. Цей експеримент був пізніше виконаний Волтером П. Ауе, Енріко Бартольді та Ріхардом Ернстом, які опублікували свою роботу в 1976 році.

## Концепція двомірної ядерної магнітно-резонансної спектроскопії
Кожен експеримент складається з послідовності радіочастотних імпульсів з періодами затримки між ними. Значення часу, частоти та інтенсивності цих імпульсів відрізняють різні експерименти ЯМР один від одного. Майже всі двовимірні експерименти мають чотири етапи:
1. Період підготовки. Протягом цього періоду за допомогою радіочастотних імпульсів намагнічуються зв'язки;
2. Період еволюції (період розвитку). Визначений проміжок часу, протягом якого не подаються імпульси, і ядерні спіни можуть вільно обертатися;
3. Період змішування. На зв'язки діють іншою серією імпульсів такою мірою, що з'являються видимі сигнали;
4. Період виявлення. Сигнал спаду вільної індукції зі зразка спостерігається як функція часу, ідентично одновимірному FT-ЯМР.[2]

Два виміри двовимірного експерименту ЯМР — це дві осі частот хімічних зсувів. Кожна вісь частот асоційована з однією або двома змінними часу, що представляють собою тривалість періоду еволюції (час еволюції) та час, що минув протягом періоду виявлення (час виявлення). Кожен з них перетворюється з часової серії в серію частот за допомогою двовимірного перетворення Фур'є. Кожен двовимірний експеримент формується у вигляді серії одновимірних експериментів, з різним специфічним часом еволюції у серії послідовних експериментах, з повною тривалістю періоду виявлення, записаним у кожному експерименті.
Кінцевим результатом є зображення, що демонструє значення інтенсивності для кожної пари змінних частот. Інтенсивності піків у спектрі можна представити за допомогою третього виміру. Частіше інтенсивність вказується за допомогою контурних ліній або різних кольорів.

## Методи гомоядерної кореляції між зв'язками
В цих методах перенесення намагніченості відбувається між ядрами одного виду через константу спін-спінової взаємодії ядер, що поєднані один з одним декількома зв'язками.

### Кореляційна спектроскопія (COSY)
Спектри COSY (Correlation spectroscopy) є найпростішим видом двомірної спектроскопії ЯМР. Представлені у вигляді квадрату або прямокутнику, що обмежний шкалами хімічних зсувів. Таким чином, ці двомірні спектри мають дві частотні координати та дві перпендикулярні шкали протонних хімічних зсувів. Сигнали в спектрах COSY можуть розташовуватись по всій площині квадрату.
Спектри COSY дозволяють виявити спін-спіновий зв'язок між протонами, що надає можливість зробити віднесення мультиплетів до конкретних спінових систем молекули. Спектри COSY є симетричними відносно діагоналі та демонструють два види піків:
1. Діагональні піки, що розташовані уздовж діагональної лінії спектру, є повними аналогами сигналів у відповідному одномірному спектрі ЯМР.
2. Крос-піки, проєкція яких на вісі двомірного спектру відповідає сигналам ядер, між якими наявний спін-спіновий зв'язок. Такі піки також називають кореляційними.

#### Аналіз спектру COSY
Аналіз спектру полягає в визначенні координат крос-піків. Для цього потрібно від кожного крос-піку провести горизонтальну (або вертикальну) лінію до перетину з діагоналлю, де йому будуть відповідати сигнали мультиплетів. Розглянутий крос-пік свідчить про наявність спін-спінової взаємодії між протонами цих мультиплетів.